# Contea di Dêgê
La contea di Dêgê (德格县S, Dégé XiànP) è una contea della Cina, situata nella provincia di Sichuan e amministrata dalla prefettura autonoma tibetana di Garzê.